# Cuaespinós galta-ratllat
El cuaespinós galta-ratllat (Cranioleuca antisiensis) és una espècie d'ocell de la família dels furnàrids (Furnariidae).

## Hàbitat i distribució
Habita el bosc obert i matolls als Andes del sud d'Equador i nord i centre de Perú.

## Taxonomia
La població que habita al nord i centre de Perú des del sud de Lambayeque, centre de Cajamarca i Amazonas cap al sud fins Pasco i Lima, ha estat considerada una espècie de diferent:
- Cranioleuca baroni (Salvin, 1895) - cuaespinós de Baron.[2]